# Beaulieu-sous-la-Roche
Beaulieu-sous-la-Roche – miejscowość i gmina we Francji, w regionie Kraj Loary, w departamencie Wandea.
Według danych na rok 1990 gminę zamieszkiwały 1632 osoby, a gęstość zaludnienia wynosiła 64 osób/km² (wśród 1504 gmin Kraju Loary Beaulieu-sous-la-Roche plasuje się na 378. miejscu pod względem liczby ludności, natomiast pod względem powierzchni na miejscu 388.).